# Camptotypus incisus
Camptotypus incisus là một loài tò vò trong họ Ichneumonidae.